# In acque profonde
In acque profonde è un libro scritto da David Lynch nel 2006.

## Storia
L'autore vi descrive i rapporti che intercorrono tra la sua arte e le sue esperienze di meditazione trascendentale.
Il titolo si riferisce alla frase di Lynch:

## Incassi
Tutti gli introiti derivanti dalla vendita del libro sono devoluti all'associazione fondata da Lynch per promuovere le pratiche di meditazione trascendentale.

## Edizioni
- David Lynch, In acque profonde, traduzione di Michela Pistidda, 1 ed., collana Piccola Biblioteca Oscar Mondadori, Arnoldo Mondadori Editore, 2006,  p. 197, ISBN 978-88-04-57480-4.